# 2015년 비야카스테이 공중 충돌 사고
2015년 비야카스테이 공중 충돌 사고는 2015년 3월 9일 아르헨티나 북서쪽에 위치한 비야카스테이(Villa Castelli) 근처에서 두 대의 헬리콥터가 서로 충돌한 사고이다. 이 사고로 탑승객 10명 전원이 사망했다.

## 배경
이 사고는 프랑스의 TV 채널인 TF1의 프로그램 《드롭트》(Dropped) 촬영 도중에 일어났다. 이 프로그램은 유명인들이 오지의 극한 환경에서 생존하는 모습을 다룬 리얼리티 쇼이다. 출연자로는 프랑스 운동 선수인 플로랑스 아르토, 알랭 베르나르, 필립 칸델로로, 쟈니 롱고, 카미유 뮈파, 알렉시 바스틴, 실뱅 윌토르 그리고 스위스 출신의 앤 플로르 마르크스가 있다. 2월 말 아르헨티나 극서쪽에 위치한 우수아이아에서 첫 촬영이 시작되었다.

## 사고
두 대의 헬리콥터에는 파일럿을 제외하고 각각 4명의 탑승객이 탑승해 있었다. 이륙 후 몇 초 후에 공중 충돌이 일어난 것으로 전해졌다. 이 사고로 선원 플로렁스 아르토, 올림픽 수영 금메달리스트 카미유 뮈파, 올림픽 복싱 동메달리스트 알렉시 바스틴을 포함한 탑승객 10명 전원이 사망하였다. 그 외 사망자로는 아르헨티나 조종사 2명, 제작사인 어드벤처 라인 프로덕션스(Adventure Line Productions)의 프랑스인 5명이 있다. 사고 발생 당시 다른 출연진들은 눈가리개를 한 채 사고 위치 주변에서 대기하고 있었다.